# Mona aranya de cap bru
La mona aranya de cap bru (Ateles fusciceps) és un mico sud-americà que viu a Colòmbia, l'Equador i Panamà. És essencialment arborícola i s'alimenta principalment de fruita i fulles, però a vegades també menja ous i insectes. Mesura 40-60 cm de llargada i pesa 5-8 kg. Pot viure fins a 25 anys en llibertat (40 en captivitat). Està amenaçat per la fragmentació del seu hàbitat.